# Miyoshi Nagayoshi
Miyoshi Nagayoshi (三好 長慶, 10 de março de 1522 – 10 de agosto de 1564), filho mais velho de Miyoshi Motonaga, foi um samurai e daimyo japonês, senhor do clã Miyoshi durante o período Sengoku. Nagayoshi possuia os títulos de Shūri-dayū (修理太夫) e Chikuzen no Kami (筑前守), também era conhecido pela leitura mais chinesa do seu nome: Chōkei (長慶). Durante seu mandato, o clã Miyoshi experimentaria um grande amento de poder, se envolvendo em uma prolongada campanha militar contra seus rivais, os clãs Rokkaku e Hosokawa.

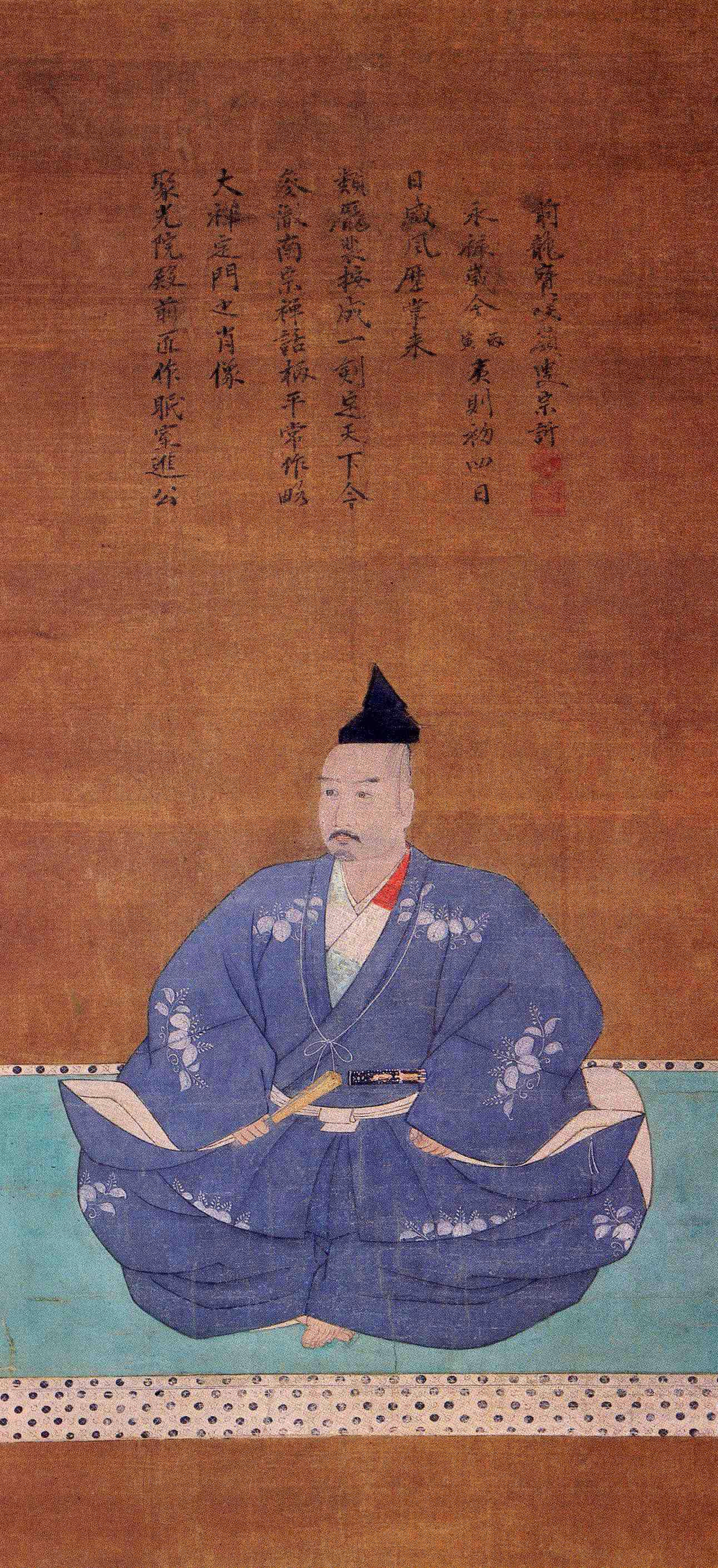
Miyoshi Nagayoshi

Após sua morte, Nagayoshi foi sucedido pelo seu filho adotivo, Miyoshi Yoshitsugu (filho de Sogō Kazunari, seu irmão mais novo).